# Paleovulkanska kupa
Paleovulkanska kupa je oblik paleovulkanskog reljefa i odnosi se na nekadašnje aktivne vulkanske pojave u nekoj oblasti. U Srbiji ih najviše ima u istočnom delu u pojasu od Majdanpeka, na severu  i do Sokobanje, na jugu. 
Najmlađi vulkanizam u Srbiji se završio krajem neogena, a samo delom je zalazio i u donji pleistocen.